# Dendrocerus chloropidarum
Dendrocerus chloropidarum is een vliesvleugelig insect uit de familie van de Megaspilidae. De wetenschappelijke naam van de soort is voor het eerst geldig gepubliceerd in 1990 door Dessart.